# Lissac (Haute-Loire)
Lissac é uma comuna francesa na região administrativa de Auvérnia-Ródano-Alpes, no departamento de Alto Loire. Estende-se por uma área de 12 km². Em 2010 a comuna tinha 287 habitantes (densidade: 23,9 hab./km²).